# Nunzio Galizia
Nunzio Galizia (* vor 1550 in Trient; † 9. November 1621 in Mailand) war ein italienischer Kunsthandwerker und Miniaturmaler.

## Leben und Wirken
Über das Leben von Nunzio Galizia ist nur wenig bekannt. Er wurde in Trient geboren, siedelte um 1570 nach Mailand um, wo er Miniaturen malte und Kupferstiche anfertigte, aber auch Luxusgegenstände wie spanische Fächer herstellte. 
1578 kam seine Tochter Fede Galizia in Mailand zur Welt. 
Möglicherweise ging er Ende des 16. Jahrhunderts an den savoyischen Hof nach Turin, war jedoch vor 1610 wieder in Mailand zurück, wo er fortan zusammen mit seiner Frau Caterina und dem Rest der Familie lebte. 
Neben seinen Tätigkeiten als Miniaturmaler war er auch noch in vielen anderen Zweigen des Kunstgewerbes aktiv. 
Besonders geschätzt waren seine aus paste muschiate (mit kostbarem Moschus parfümierte Masse) gefertigten Gegenstände, die etwa zum Schmuck von Prunkkleidern verwendet wurden. 
Ein Kleid fertigte er für den Herzog von Mantua zur Hochzeit des Großherzogs Ferdinand von Toskana an. Kostüme gestaltete er auch für das Theaterstück Caduta di Fetonte (1595) in Mailand. Er war auch für seine Arbeiten aus Muscheln und Bernstein bekannt und fertigte wohl auch Schmuckstücke an.